# زهو تنغ
زهو تنغ (بالصينية: 周挺) (5 فبراير 1979 بداليان في الصين - ) هو لاعب كرة قدم صيني في مركزي الظهير والدفاع. شارك مع منتخب الصين لكرة القدم. أما مع النوادي، فقد لعب مع كينغداو جونون ونادي بكين سينوبو غوان ونادي شنجن وYunnan Hongta F.C. ‏.

## روابط خارجية
- زهو تنغ على موقع قاعدة بيانات كرة القدم.إي يو (الإنجليزية)
- زهو تنغ على موقع ناشيونال فوتبول تيمز (الإنجليزية)
- زهو تنغ على موقع Soccerway.com (الإنجليزية)